# Вулиця Петра Алексієнка
Ву́лиця Петра́ Алексі́єнка — зникла вулиця, що існувала в Печерському районі міста Києва, місцевість Теличка. Пролягала від Наддніпрянського шосе до Тимірязєвської вулиці.
Прилучався провулок Сєдовців.

## Історія
Вулиця виникла наприкінці XIX — на початку XX століття під назвою Військово-Кладовищенська від розташованого поруч Госпітального кладовища. 1955 року більша частина вулиці отримала назву Тимірязєвська, решта 1957 року — Петра Алексієнка.
У довіднику «Вулиці Києва» 1995 року була наведена в переліку вулиць, провулків і площ, що зникли в 2-й половині 1970–90-х років у зв'язку зі знесенням старої забудови, переплануванням місцевості або виключенням назви з ужитку. Нині — незабудована дорога без назви, що слугує продовженням Тимірязєвської вулиці і виводить до шосе.